# Esosoma

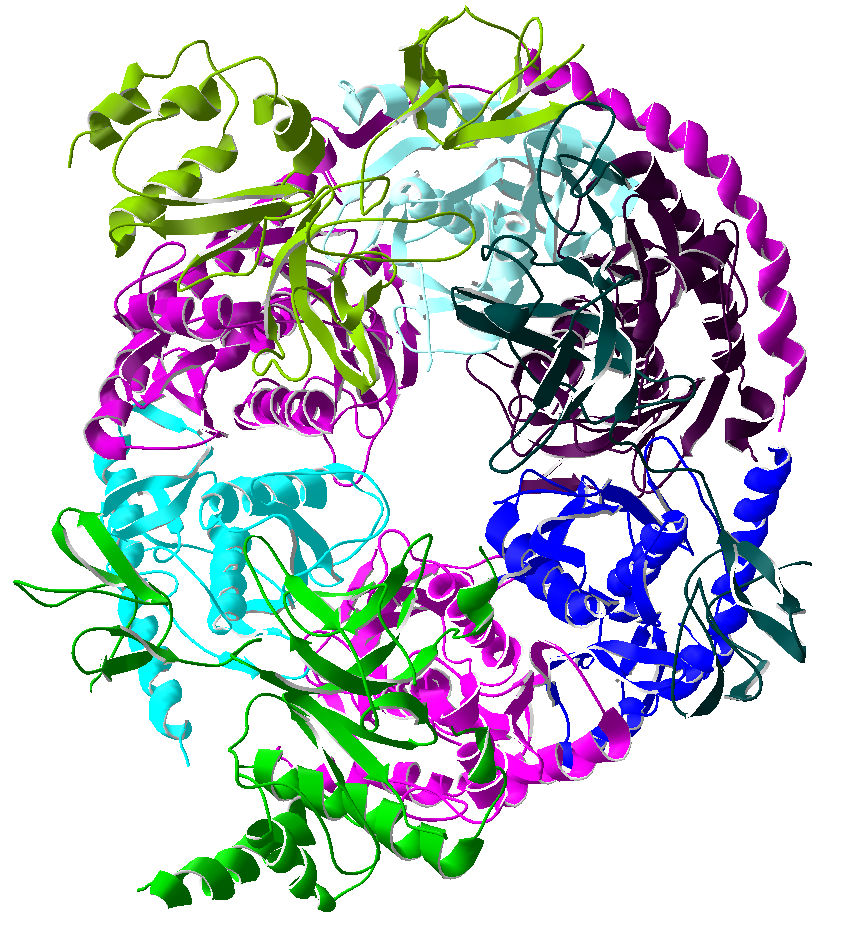
Esosoma umano.

L'esosoma è un complesso esoribonucleasico attivo sia nel nucleo che nel citoplasma. Degrada gli mRNA in direzione 3'-->5'. I processi a cui prende parte sono pre-rRNA processing, pre-rRNA spacer degradation, snRNA processing, snoRNA processing, pre-mRNA degradation, mRNA deadenylation e mRNA degradation. Il primo componente del complesso ad essere identificato fu Rrp4, la cui mutazione induce l'accumulo di rRNA 7S, un intermedio della maturazione del 5.8S. Tramite passaggi consecutivi di immunoprecipitazione furono identificati gli altri componenti del complesso, la delezione di ciascuno di essi provoca anomalie nella maturazione del rRNA 5.8S. Rrp6 è una componente dell'esosoma presente solo nel nucleo e mai nel citoplasma. Rrp6 inoltre è l'unica componente del complesso a non essere essenziale, sembra dare specificità all'esosoma nucleare.
Il complesso funziona grazie ad alcune RNA elicasi che funzionano da attivatori, rispettivamente Dob1/Mtr4 (DEAD box ATPasi) nel nucleo e Ski2/Ski7 (DEAD box GTPasi) nel citosol.
Il complesso RNA-esosoma prende il nome 'eso' dalla sua attività 'esonucleare'. Non è da confondersi con le omonime vescicole, ma viene spesso confuso con i cosiddetti virus, perché questi sono indistinguibili dagli esosomi.

## Scoperta
L'esosoma è stato inizialmente identificato come un ribonucleasi nel 1997 in lievito Saccharomyces cerevisiae dalla co-purificazione di proteine come Rrp4p e separazione mediante gradiente di glicerolo. Non molto tempo dopo, nel 1999, fu dimostrato che l'esosoma era, in effetti, l'equivalente del complesso già descritto nelle cellule umane, noto come "complesso PM/Scl", che era stato identificato negli anni precedenti come autoantigene in pazienti con alcune malattie autoimmuni. La purificazione di questo complesso umano ha permesso l'identificazione di più proteine esosomiche e infine la caratterizzazione di tutti i suoi componenti. Nel 2001 la crescente quantità di dati provenienti dai diversi progetti genoma che si sono resi disponibili ha permesso l'identificazione delle proteine dell'esosoma degli archaea, anche se ci sono voluti altri due anni prima che fosse identificato il primo esosoma di uno di questi organismi.

### Proteine centrali

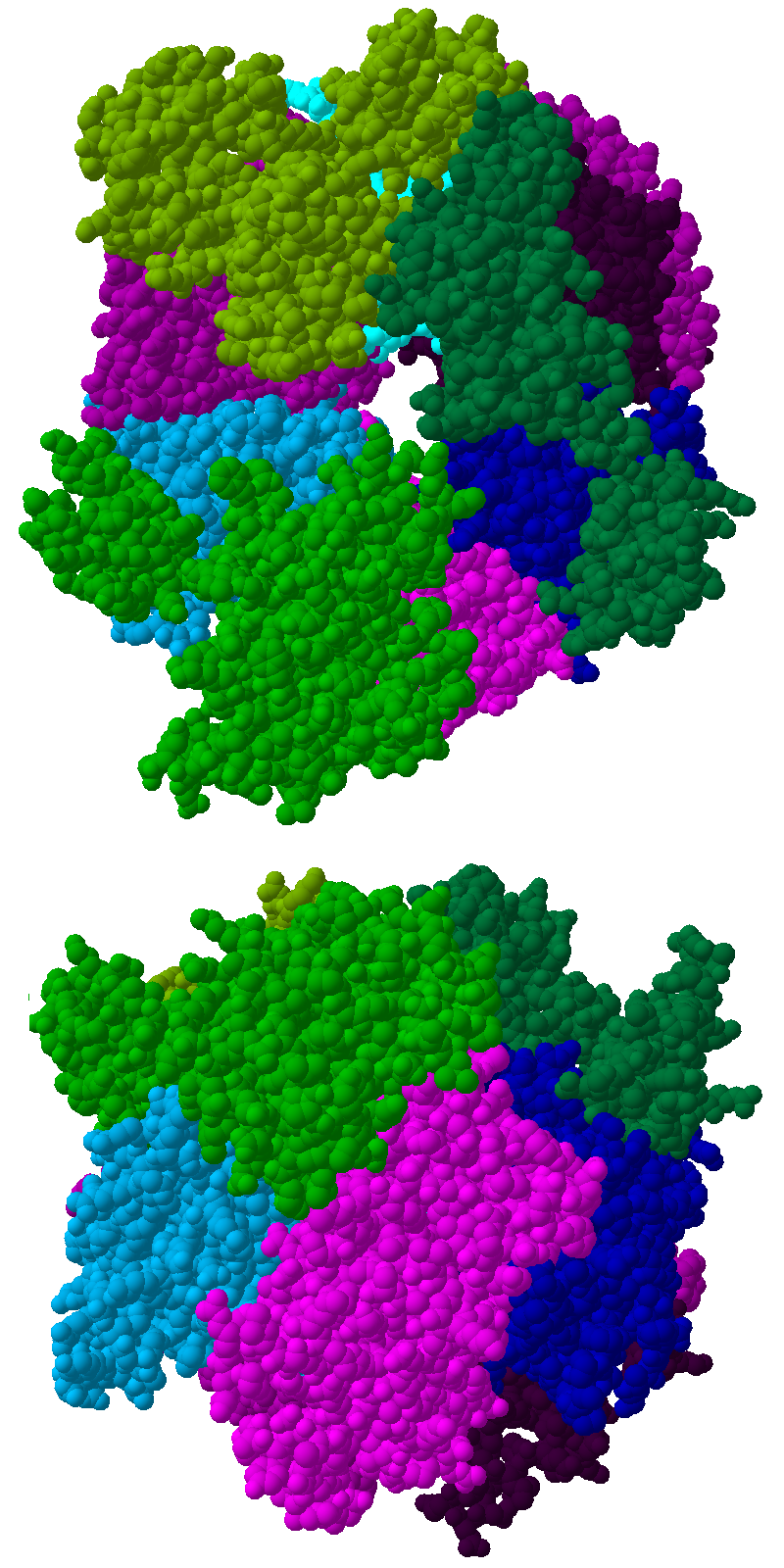
Vista dall'alto (immagine in alto) e laterale (immagine in basso) della struttura cristallina del complesso dell'esosoma umano. Vedere la tabella di seguito.

Il nucleo del complesso ha una struttura ad anello composta da sei proteine, tutte appartenenti allo stesso tipo di ribonucleasi, proteine simili a RNases PH. Negli archaea esistono due proteine distinte di questo tipo (chiamate Rrp41 e Rrp42), ciascuna di esse presente tre volte in ordine alternato. I complessi dell'esosoma eucariotico hanno sei diverse proteine che formano la struttura ad anello. Di queste sei proteine eucariotiche, tre assomigliano alla proteina arcaica Rrp41 e le altre tre mostrano una maggiore somiglianza con Rrp42.
Nella parte superiore dell'anello si trovano tre proteine che hanno un dominio che si lega all'RNA di tipo S1 (RBD). Due proteine, infatti, hanno un dominio di omologia K (dominio KH). Negli eucarioti, tre diverse proteine S1 si uniscono all'anello, mentre negli archaea, una o due possono far parte dei tipi di esosomi di queste proteine (tuttavia, ci sono sempre tre subunità S1 legate al complesso).

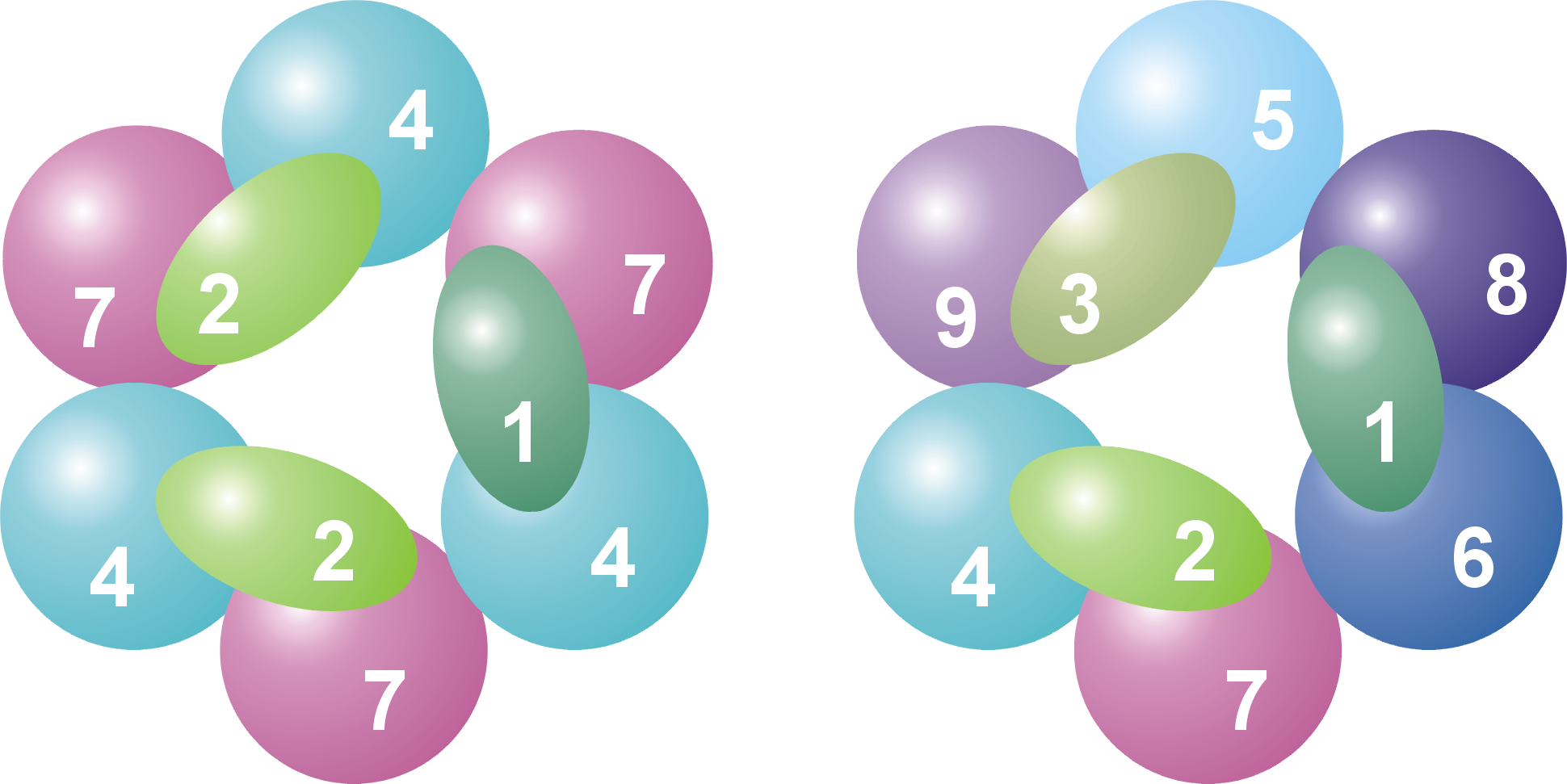
Subunità e organizzazione di un complesso di esosomi di archeobatteri (a sinistra) ed eucariotici (a destra). Le diverse proteine sono numerate, dimostrando che l'esosoma archeologico contiene quattro proteine distinte, mentre negli eucarioti ce ne sono nove. Vedere la tabella di seguito.

La struttura ad anello è molto simile a quella delle proteine RNasi PH e della polinucleotide fosforilasi (PNPasi). Nei batteri, la RNasi PH, coinvolta nella elaborazione del tRNA, forma un anello esamerica costituito da sei RNasi PH identiche. Nel caso della PNPasi, che è una proteina fosforolitica che degrada l'RNA e si trova sia nei batteri che nei cloroplasti e mitocondri di alcuni organismi eucariotici, fanno parte della stessa proteina, due domini RNasi PH e anche un dominio S1 e un altro di tipo KH che lega l'RNA. Questa proteina forma un complesso trimerico che adotta una struttura identica a quella dell'esosoma. A causa della grande somiglianza tra i due domini proteici e la loro struttura, si ritiene che questi complessi siano imparentati evolutivamente e che abbiano un antenato comune. Le proteine esosomiche simili a RNasi PH, PNPasi e RNasi PH appartengono tutte alla famiglia delle RNasi RNasi PH e sono esoribonucleasi fosforolitiche, il che significa che utilizzano fosfato inorganico per rimuovere nucleotidi dal etremità 3′ di molecole di RNA .